# Hoya sigillatis
Hoya sigillatis är en oleanderväxtart som beskrevs av T.Green. Hoya sigillatis ingår i släktet Hoya och familjen oleanderväxter. Inga underarter finns listade i Catalogue of Life.